# Лона Рейес, Артуро
Артуро Лона Рейес (исп. Arturo Lona Reyes; 1 ноября 1925 — 31 октября 2020) — мексиканский католический деятель и богослов, служивший католическим епископом в Санто-Доминго-Теуантепеке (штат Оахака, Мексика). Он занимал эту должность 30 лет, прежде чем уйти из своей епархии в 2001 году. За свою поддержку неимущих, коренных народов и социальных движений получил известность как «епископ бедных», но также пережил целый ряд покушений.

## Биография
Лона Рейес родился 1 ноября 1925 года в штате Агуаскальентес. 15 августа 1952 года он был рукоположен в священники Римско-католической церкви. Рейес прославился своей простотой и близостью к пастве: он носил белую рубашку с большим деревянным крестом на груди, синие джинсы и сандали-уарачи.

### Епископ Теуантепека
15 августа 1971 года Лона Рейес был рукоположен в епископы Теуантепека папой Павлом VI. Молодой епископ, будучи сторонником теологии освобождения, которая пропагандировала экономическую и политическую свободу как средство обеспечения свободы духовной, занял радикальную позицию по поводу социальной ситуации в городе. Его учения и убеждения основывались на идеях Второго Ватиканского собора 1962 года и включали стремление к созданию «народной церкви», способной помогать бедным и содействовать социальной справедливости.
В 1972 году он возглавил Епископальную комиссию по делам коренных народов. Чтобы помогать местным производителям, он основал два сельскохозяйственных кооператива: один был нацелен на экспорт органического кофе в Европу, а другой — на продажу кунжута. Прибыль распределялась поровну между членами кооператива. Епископ прославился тем, что давал советы коренным жителям, сопротивлявшимся проектам добычи полезных ископаемых, использования ветряных электростанций и лесозаготовок на их землях.

### Покушения и прошение об отставке

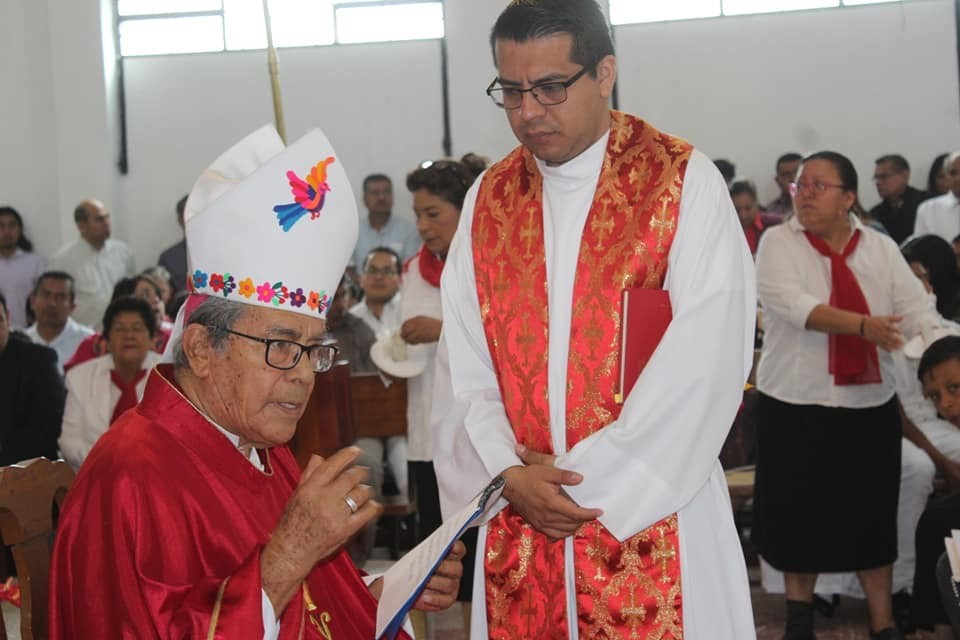
Почётный епископ Лона Рейес

Среди прочих ролей он был основателем Центра по правам человека Тепеяк-де-Теуантепек. Когда 29 июня 1995 года Лона Рейес стал жертвой покушения, предполагали, что оно было вызвано именно деятельностью епископа как председателя Центра по правам человека. За всю свою карьеру он подвергался 11 физическим нападениям. Всего за свою работу с коренными общинами Лона Рейес пережил одиннадцать покушений на свою жизнь.
В 1998 году от Лоны Рейеса потребовали уйти в отставку. Это стало кульминацией многих лет нападок в адрес епископа со стороны консерваторов, называвших его марксистским партизаном. Его оппоненты обвиняли его в участии в незаконном обороте оружия, разжигании политической нестабильности и оказании помощи партизанским движениям.
Эти обвинения проистекали из поддержки Лоной Рейес левой Коалиции рабочих, крестьян и студентов Перешейка (COCEI), которая, по мнению властей, напрямую повлияла на быстрый рост группы. Например, в мае 1979 года семьи арестованных членов COECEI попросили Лону Рейес помочь с освобождением, к чему правительство отнеслось без благосклонности. Уличая епископа в связах с COCEI, правительство закрывало церкви и выслало епархиальных работников. При этом оно так и не предоставило никаких доказательств, подтверждающих прямую связь между Лоной Рейес и действиями COCEI, бывшей легальной организацией, созданной для участия в выборах.

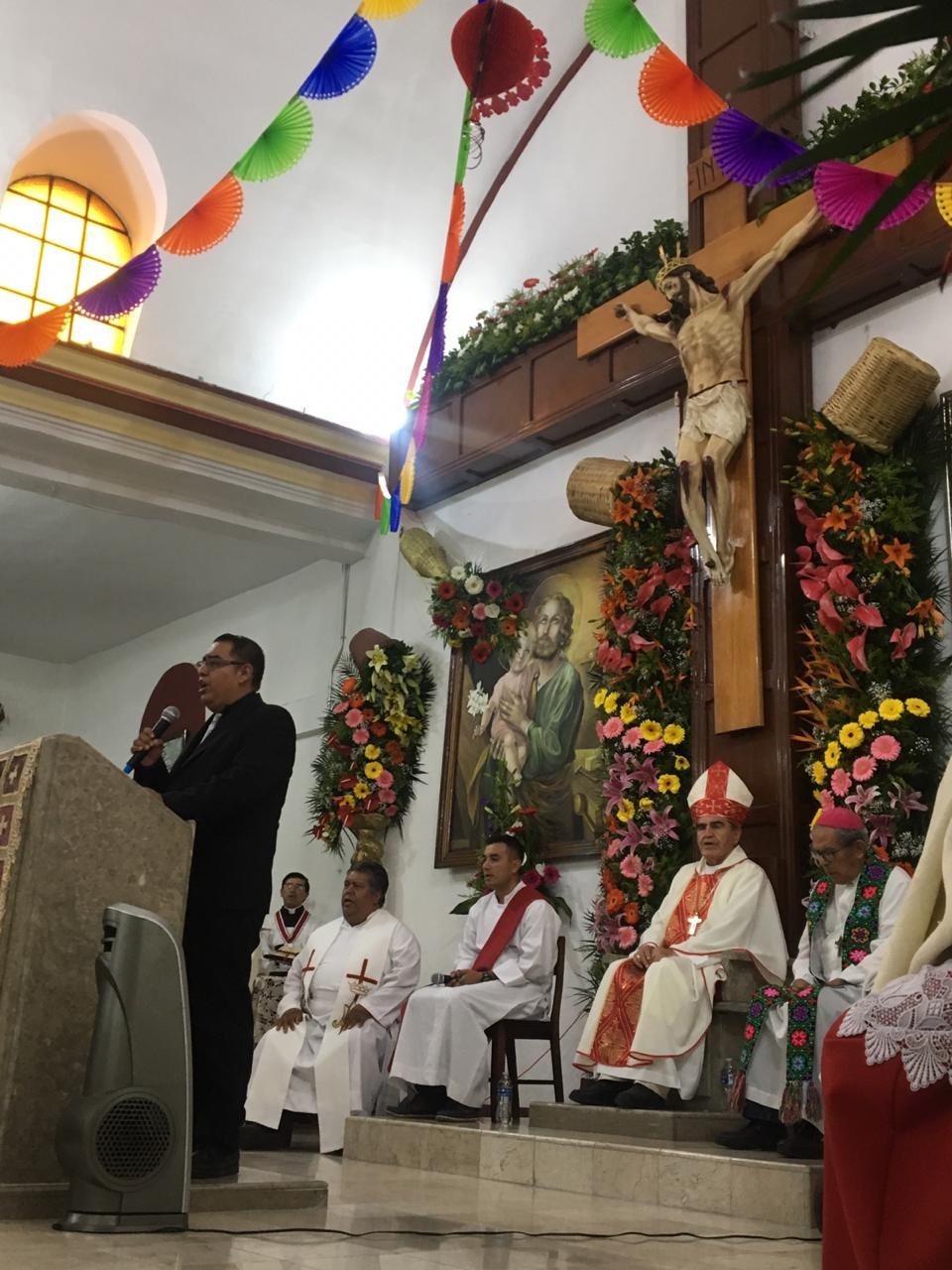
Престольный праздник Святейшего Сердца Иисуса в Эль-Эспинале (Орисаба) в 2019 году. Присутствуют епископ Орисабы Франсиско Эдуардо Сервантес Меринос и бывший епископ Теуантепека Артуро Лона Рейес.

В ответ на обвинения Лона Рейес заявил, что его просят уйти в отставку из-за его поддержки теологии освобождения. Он подчеркнул, что папа Иоанн Павел II и архиепископ Джироламо Приджоне, апостольский нунций в Мексике, пытались заменить всех мексиканских епископов, поддерживавших теологию освобождения — 86 из 100 епископов на тот момент действительно были заменены. Лона Рейес далее отметил, что уйдет в отставку только в том случае, если Папа попросит его об этом лично в присутствии двух свидетелей, позже заявив:
Я терпел унижения от этих людей 27 лет, а потом они внезапно потребовали моей отставки, но я не согласился. Я не уйду в отставку. Это было бы равносильно предательству моего народа, священников и монахинь, женщин, мужчин, молодёжи и детей
В ответ апостольский нунций архиепископ Хусто Мульор сослался на каноническое право, согласно которому епископ должен уйти в отставку по достижении 75 лет, к которым приближался Лона Рейес. Приджоне выдвинул дополнительные обвинения в том, что Лона Рейес не предоставлял отчёты в Ватикан с 1971 года. Лона Рейес не стал уходить досрочно, а оставил епископский сан, как и полагается, в 75-летнем возрасте в 2001 году.

### Признание и смерть
Лона Рейес была назначен почётным епископом в 2000 году. Во время конфликта в Оахаке в 2006 году входил с художником Франсиско Толедо и священником Франсиско Майреном Пелаэсом в переговорный комитет. В 2008 году он был удостоен XVI Национальной премии в области прав человека имени Дона Серхио Мендеса Арсео как «признание жизни, посвященной защите и продвижению прав человека бедных и коренных народов Уэхутлы, Идальго и Теуантепека, Оахака».
Лона Рейес был госпитализирован в больницу Médica Azul в Лагунас (Оахака) с жалобами на позвоночник в середине октября 2020 года во время пандемии коронавируса в Мексике. На третий день в больнице у него диагностировали COVID-19, что было опасно из-за потенциальных осложнений диабета. 
Он умер от COVID-19 31 октября 2020 года в больнице Médica Azul в Лагунасе за день до своего 95-летия. Он был кремирован в тот же день, а его прах был помещен в стеклянный шкаф перед главным алтарём собора Теуантепек до его похорон 3 ноября.